# L'Ombre du passé (film, 1997)
Pour les articles homonymes, voir L'Ombre du passé.
Pour plus de détails, voir Fiche technique et Distribution.
L'Ombre du passé (titre original : Merchant of Death - The Ultimate Killing Machine) est un thriller d'action américain réalisé par Yossi Wein (pl), sorti en 1997.
Écrit par Thomas Ritz et produit par Nicci Perrow et Raymond Storti, le film met en vedette Michael Paré, Linda Hoffman (en), John Simon Jones (nl), Deon Stewardson (en) et Anthony Fridjohn. Le film a été tourné en Afrique-du-Sud en langue anglaise.

## Synopsis
A Portland dans l'Oregon, Hervé Velazquez, un Vénézuélien meurtrier et Anthony Birch, le borgne travaillent pour la société « Hyperion Export » qui transporte de la drogue entre les USA et le Vénézuéla. Ils veulent les terres de la ferme de Nick Rendall qui refuse, alors ils tuent toute la famille Rendall : Nick, le père, Kathy, la mère et Yasmin, la fille. Seul Jim qui a 6 ans reste témoin du massacre de ses parents et est le seul et unique rescapé. Sam Washburn, commissaire de police est témoin aussi.
Après 25 ans, les tueurs n’ont jamais été retrouvés. Jim Rendall est devenu inspecteur et essaie d'arrêter un réseau de drogue dirigé par Panella, qui se termine par un bain de sang sans trouver de preuves.
Randall doit voir son indic. Sam Washburn l’accompagne, mais ils sont pris dans un piège et Sam est mortellement blessé. Avant de mourir Randall apprend que Sam était présent lors du meurtre de sa famille.
Ema, la veuve de Washburn remet à Jim Randall un fichier : le chemin mène à la société « Hyperion Export », détenue par Canning, l'ancien maire de la ville.
Anthony Birch meurt et Hervé Velazquez se jette dans le vide en voulant tuer Jim Randall.

## Fiche technique
- Photographie : Peter Belcher
- Scénario : David Sparling
- Musique : Serge Colbert (en)
- Pays d'origine :  États-Unis
- Durée : 96 minutes
- Dates de sortie :
  -  Hongrie (Halálkereskedők)[1] : 6 aout 1997
  -  Japon (Mission of Death) : 26 septembre 1997
  -  États-Unis (Mission of Death) : 3 janvier 1997
  -  Finlande (Menneisyyden haamut)[2] : 1997
  -  Argentine (Condena de muerte) : 1997
  -  Brésil (Mercadores da Morte) : 1997
  -  Canada (Mort à vendre) : 1997
  -  Allemagne (Reckless - Von Rache getrieben)[3] : 1997
  -  Espagne (Traficante de muerte) : 1997
  -  Grèce (Emporoi thanatou) : 1997
  -  France (L'ombre du passé) : 1997
  -  Royaume-Uni (Mission of Death) : 10 mai 1999
  -  Islande (Mission of Death) : 13 octobre 1999

## Distribution
- Michael Paré : Jim Randell, inspecteur de police
- Michael Brunner (en) : Jim Randall à 6 ans
- David Dukas (tr) : Nick Randall, le père de Jim
- Kathy-Jo Ross : Kathy Randall, la mère de Jim
- Stephanie Michelle Stanley : Yasmin Randall, la sœur de Jim
- Linda Hoffman (de) : Dr. Maggie Winters, la psychologue
- Deon Stewardson (en) : Harv Bennet, l’agent des stups de la DEA
- Ian Yule (en) : Carl Pembroke, chef de police
- John Simon Jones (en) : Le détective Billy Will 'Flash' Gordon, ancien chauffeur de taxi
- Michael McGovern : Sam Washburn, commissaire de police
- Annette Utz : Emma Washburn
- Anthony Fridjohn : Bob Canning, l’ancien maire de la ville, et associé à « Hyperion Export »
- Zipporah Benn : La réceptionniste de Canning
- Justin Illusion : Walter
- Len Sparrowhawk : Le barman
- Frank Norton (en) : Pope
- Tony Caprari : Hérvé Velazquez, vénézuélien meurtrier
- Frank Notaro : Panella, le chef de gang de drogue
- Greg Melvill-Smith (en) : Anthony Birch, le pirate borgne
- Dave Ridley (en) : Hyperion Securité
- David Butler : Cessna, le pilote d'avion
- Tyrone Carrol : Jeune Birch
- Shane Steenkamp : Mountain Man Pepe
- Kurt Schröder : Lefty